# Demonax sabinae
Demonax sabinae är en skalbaggsart som beskrevs av Holzschuh 1983. Demonax sabinae ingår i släktet Demonax och familjen långhorningar.
Artens utbredningsområde är Nepal. Inga underarter finns listade i Catalogue of Life.